# Richton
Richton é uma cidade  localizada no estado americano de Mississippi, no Condado de Perry.

## Demografia
Segundo o censo americano de 2000, a sua população era de 1038 habitantes.
Em 2006, foi estimada uma população de 1004, um decréscimo de 34 (-3.3%).

## Geografia
De acordo com o United States Census Bureau tem uma área de
5,9 km², dos quais 5,9 km² cobertos por terra e 0,0 km² cobertos por água. Richton localiza-se a aproximadamente 51 m acima do nível do mar.

## Localidades na vizinhança
O diagrama seguinte representa as localidades num raio de 36 km ao redor de Richton.